# Гробница на Макриди бей
Гробницата на Макриди бей (на гръцки: Τάφος του Μακρίδη Μπέη), известна и като Лъгадинската гробница (Τάφος του Λαγκαδά), е древномакедонско погребално съоръжение, строено в началото на III век пр. Хр., разположено в некропола на античния град Лете, в местността Дервент (Дервени) днес в Северна Гърция.

## История
Гробницата е разположена в южния край на Дервентския некропол. Разкрита е в 1910 година от османския археолог от гръцки произход Теодорос Макридис (Макриди бей) и носи името му. При откриването ѝ гробницата вече е била обрана и в лошо състояние.
Разкопките са възстановени в 90-те години на XX век от Ефорията за старини на министерството на културата под ръководството на Катерина Дзанавари. Премахната е част от античната могила и в резултат се появява вертикален разрез с височина над 12 m. Разкрита е част от античния дромос с дължина 4,6 m от фасадата. Намерени са архитектурни елементи и камъни от фасадата на сградата и на погребалната камера. Разкопките обаче са спрени. В 2008 година е подготвен план за реставрация от Ефорията за старини. В 2012 година с 1 185 000 евро от структурните фондове на Европейския съюз започва реставрацията на гробницата, която завършва в 2015 година.

## Описание
Гробницата е голямо съоръжение, датиращо от началото на III век пр. Хр. Предназначена е за погребението на изтъкнат човек. След погребението гробницата и дромосът са зарити, като могилата е била висока 19 m и е имала диаметър от поне 75 m. Голяма част от насипната могила е запазена и до днес.
Гробницата е с две камери - погребална камера и преддверие с различни размери, и двете засводени. Градежът е псевдоизодомен - от каменни блокове от кристалинен варовик без хоросан, поставени в девет реда. Стените и фасадата на преддверието са били изписани, като са оцелели само фрагменти от рисунките.
Погребалната камера е с размери 4,07 x 5,08 m. Напречният разрез на свода в недеформирания оригинален вид е непълен полукръг. Стените на камерата са били високи 3,35 m и са покрити с бял хоросан. Иззидани са откаменни блокове с размери 1 m на 0,60 - 0,65 m в девет реда. Полуразрушената източна стена на преддверието, разделяща го от погребалната камера, се е състояла от шест реда. В центъра на стената има трапецовидн врата с височина 3 m и мраморна рамка в дорийски стил, която води до погребалната камера. Двойната мраморна врата на гробницата е в Истанбулския археологически музей. Тя има ключалка и бронзова декорация. Над трегера има облекчителен блок с размери 3,1 m x 0,6 m x 0,4 m. Тимпанът на арката на горната стена се състои от шест реда с неравнависочин и излиза над периметъра на свода. В 1910 година стената е открита цяла, но в 90-те години тимпанът вече е паднал. На източната стена на погребалната камера е запазена мраморна конструкция с височина 1,3 m. Отвътре тя е разделена на две неравни пространства - саркофагът и мястото, където са поставяни ценностите на покойника. Под саркофага е открит цистов гроб с останки от дървен катинар. Конструкцията е била покрита с четири мраморни плочи с дебелина 0,17 m, под които има второ покритие с кипарисови греди. Тунелът, през който гробницата е обрана в античността, е в югозападния ъгъл на камерата.
Преддверието е с размери 5,40 x 2,60 m и е изградено от дялани блокове от порест варовик. Фасадата е в йонийски стил. В средата на стената има две полуколони от двете страни на входа на преддверието. В страни има две четвърт колони. Барабаните на колоните са издялани в каменните блокове на фасадата. Централната част на фасадата е разрушена. В центъра ѝ е имало двойна дървена врата с позлатена бронзова декорация. Запазени на място са прагът, базите на двете полуколони, първият ред и части от четвъртколоните.
Според запазените фрагменти от боя - стените на преддверието са били изписани в пет зони - черна (0,34 m), бяла (0,92 m), сива (0,16 m), червена (1,24 m) и бяла (1,05 m). Хоризонталните линии са подчертани с гипс. Тимпанът на фасадата е бил ярко жълт, рамкиран с пурпурно, а капителите на колоните, архитравът и корнизът са били в червено и синьо. Блоковете на пода са били измазани с бял хоросан. Срещу входа в погребалната камера е имало изображение (2,06 m x 1,39 m). Вратите на преддверието и погребалната камера са били украсени с бронзови кабъри и декоративни ритуални елементи, включително бронзов диск с главата на Медуза и бронзово чукче с лъвска глава.
Дромосът е бил дълъг 14,70 m и 3,50 m широк и в западния му край има стълби. Страничните му стени са от кирпич и са били високи 2 m и широки 1,20 m, като стигат до фасадата на гробницата. Подът на дромоса е от глина и чакъл.